# Само ако
Само ако је индијски филм из 1987. године, снимљен у режији Махеша Бат.

## Улоге
| Глумац         | Улога |
| -------------- | ----- |
| Џеки Шроф      | Ритеш |
| Димпл Кападија | Пуја  |
| Мастер Макранд | Роми  |
| Анупам Кер     | Алок  |
| Дилип Тахил    | Виџај |